# Tschechische Badmintonmeisterschaft 2004
Die Tschechische Badmintonmeisterschaft 2004 fand vom 28. bis zum 29. Februar 2004 in Pilsen statt.

## Medaillengewinner
| Disziplin    | Gold                                                            | Silber                              | Bronze                           |
| ------------ | --------------------------------------------------------------- | ----------------------------------- | -------------------------------- |
| Herreneinzel | Jan Fröhlich                                                    | Jan Vondra                          | Petr Koukal                      |
| Herreneinzel | Jan Fröhlich                                                    | Jan Vondra                          | Stanislav Kohoutek               |
| Dameneinzel  | Markéta Koudelková                                              | Hana Procházková                    | Eva Brožová                      |
| Dameneinzel  | Markéta Koudelková                                              | Hana Procházková                    | Hana Kollarová                   |
| Herrendoppel | Filip Stádník Michal Svoboda                                    | Jiří Provazník Michal Turoň         | Martin Herout Mojmír Skalický    |
| Herrendoppel | Filip Stádník Michal Svoboda                                    | Jiří Provazník Michal Turoň         | Jan Fröhlich Petr Martinec       |
| Damendoppel  | Markéta Koudelková Kristína Ludíková                            | Eva Brožová Hana Milisová           | Miroslava Vašková Pavla Janošová |
| Damendoppel  | Markéta Koudelková Kristína Ludíková                            | Eva Brožová Hana Milisová           | Martina Benešová Hana Kollarová  |
| Mixed        | Jiří Skočdopole Hana Procházková Petr Koukal Markéta Koudelková | Stanislav Kohoutek Martina Benešová | Jiří Provazník Daniela Kosová    |
| Mixed        | Jiří Skočdopole Hana Procházková Petr Koukal Markéta Koudelková | Stanislav Kohoutek Martina Benešová | Tomasz Mendrek Hana Milisová     |